# Bridge to El Dorado
Bridge to El Dorado è il tredicesimo album di George McAnthony uscito nel luglio 2008 per celebrare il 20º anniversario di attività dell'artista.
L'album contiene una cover del brano Lo chiamavano Trinità di Franco Micalizzi, e alcuni duetti, con Jacqueline van der Griendt e Dick van Altena.

## Tracce
Tutti i brani sono di George McAnthony, eccetto dove indicato.
1. I'm Not Afraid - 3:24
2. Bridge to El Dorado - Duetto con Jacqueline van der Griendt - 3:16
3. Twenty Years On the Road - 3:10
4. Follow the Star - 3:26
5. Italian Line Dance Crowd - 3:09
6. Mother Nature - Duetto con Dick van Altena - 3:48
7. Waiting for You - 3:15
8. Give a Man Work - 3:00
9. Sailor Boy - 3:06
10. The Promise - 3:43
11. My Dear Juliet - 3:37
12. Old Friends - 3:14
13. Be Oneself - 3:26
14. One More Ride - 3:22
15. Across the Waves of Time - 3:42
16. They Call Me Trinity ("Lo chiamavano Trinità") - 3:11 (Franco Micalizzi)

## Formazione

### Gruppo
- George McAnthony - voce, chitarra a dodici corde, mandolino, dobro, chitarra elettrica country, armonica a bocca, kazoo, batteria.

### Altri musicisti
- Jacqueline van der Griendt - voce in Bridge To El Dorado
- Dick van Altena - voce in Mother Nature